# Кэмпбелл, Бобби (английский футболист)
Ро́берт Дж. Кэ́мпбелл (англ. Robert J Campbell; 23 апреля 1937 года, Ливерпуль — 6 ноября 2015 года), более известный как Бо́бби Кэ́мпбелл (англ. Bobby Campbell) — английский футболист, позднее ставший тренером.

## Биография
Начал свою карьеру в «Ливерпуле», выступая за который он также вызывался в юношеские сборные Англии различных возрастов. Затем он перешёл в «Портсмут», а затем в «Олдершот».
После травмы в 1966 году закончил свою карьеру игрока и перешёл на тренерскую работу сначала в «Портсмуте», а затем, с большим успехом, в «Куинз Парк Рейнджерс». Он отправился на работу в «Арсенал», где работал первым тренером под руководством главного тренера Берти Ми, после отставки Стива Бёртеншо и его последующего перехода в «Шеффилд Уэнсдей» в 1973 году.
Первый опыт работы главным тренером он получил в «Фулхэме» в 1976 году, после того как был уволен бывший босс Алек Сток. После четырёх посредственных лет, где его главным достижением стал 1 миллион фунтов стерлингов прибыли, он был уволен после неудачного старта сезона 1980/81. Он перешёл в «Портсмут», который он привел к чемпионству в Третьем дивизионе 1982/83.
К концу сезона 1987/88 Кэмпбелл был назначен помощником менеджера Джона Холлинса в «Челси», команда была в разгаре сражения за сохранение прописки в Первом дивизионе, спустя месяц Холлинса уволили, и Кэмпбелл стал исполняющим обязанности тренера до конца сезона. Кэмпбелл не смог помочь клубу сохранить место в лиге, и «Челси» вылетел.
Однако он оправдал оказанное доверие в следующем сезоне, когда «Челси» под его руководством стал победителем Второго дивизиона, набрав 99 очков. Ещё год спустя он привёл «Челси» к пятому месту в Первом дивизионе, это стало лучшим результатом клуба с 1970 года. Он был освобождён от своих обязанностей тренера после завершения сезона на 11-м месте и назначен личным помощником президента «Челси» Кена Бейтса в 1991 году.
Позднее отправился в Саудовскую Аравию, чтобы работать тренером там.

## Достижения
«Челси»
- Чемпион Второго дивизиона (1): 1988/89
- Обладатель Кубка полноправных членов (1): 1990
- Итого: 2 трофея